# Бривио, Пьерлуиджи
Пьерлуиджи Бривио (итал. Pierluigi Brivio; род. 21 мая 1969, Милан) — итальянский футболист, вратарь. После завершения карьеры — тренер.

## Клубная карьера
На молодёжном уровне выступал в составе «Аталанты», в 1989 году перешёл в «Палаццоло», который стал для Бривио первым профессиональным клубом. С 1989 по 1990 год он выступал за «Палаццоло» сначала в Серии C2, а в сезоне 1990/91 команда добилась повышения в Серию C1, где он провёл ещё три сезона с командой из Ломбардии, сыграв 131 матч в пяти сезонах за «Палаццоло».
Перед сезоном 1994/95 перешёл в «Виченцу». Дебютировал в Серии B 11 июня 1995 года в матче 38-го тура против «Чезены», эта встреча стала единственной для Бривио в сезоне 1994/95. По итогам сезона команда заняла 3-е место в первенстве и вышла в Серию A. В Серии A Бривио дебютировал 5 мая 1996 года в выездном матче 33-го тура против «Кремонезе» (1:1). Всего в сезоне 1995/96 провёл за «Виченцу» три матча — два в Серии A и один в Кубке Италии. В сезоне 1996/97 в Серии A провёл три матча, отстояв в них «на ноль», а в Кубке Италии был основным вратарём, проведя девять матчей (четыре — «на ноль») и дошёл вместе с командой до финала турнира, где «Виченца» обыграла «Наполи» в двухматчевом противостоянии и завоевала Кубок. В сезоне 1997/98 был основным вратарём «Виченцы», проведя во всех турнирах 43 матча, пропустив 68 мячей и сыграв 11 матчей «на ноль». В этом же сезоне команда выступала в Кубке обладателей кубков, в котором они дошли до полуфинальной стадии, где уступили в двухматчевом противостоянии «Челси». В сезоне 1998/99 вновь был основным вратарём, проведя 37 матчей во всех турнирах, пропустив 51 мяч и отыграв 12 матчей «на ноль», однако команда заняла 17-е место в Серии A и выбыла в Серию B, но по итогам сезона 1999/2000 вновь вернулась в высший дивизион, заняв первое место.
Летом 2000 года Бривио покидает «Виченцу», за которую провёл во всех турнирах 132 матча, пропустив 172 мяча и отстояв в 40 матчах «на ноль», и переходит в «Венецию», которая выступает в Серии B. В сезоне 2000/01 провёл во всех турнирах 27 матчей (девять матчей — «на ноль»), пропустил 32 мяча, а также забил один мяч. 10 июня 2001 года, в заключительном матче сезона против «Эмполи» (2:2), «Венеция» на 20-й минуте встречи получила право на исполнение пенальти, который реализовал Бривио. По итогам сезона 2000/01 «Венеция» заняла 4-е место в Серии B и повысилась в Серию A. В сезоне 2001/02 Бривио был резервным вратарём клуба, проведя четыре матча во всех турнирах и пропустив в них шесть мячей, а «Венеция» заняла 18-е место в турнирной таблице и выбыла в Серию B. Летом 2002 года стал игроком «Дженоа», выступающим в Серии B, за клуб провёл сезон 2002/03 и летом 2003 года перешёл в «Наполи», в котором также провёл один сезон в Серии B. В сезоне 2004/05 выступал за «Пескару». Летом 2005 года перешёл в клуб «Мантова», в сезоне 2005/06 был резервным вратарём, проведя 10 матчей во всех турнирах, а в сезоне 2006/07 стал основным и провёл 40 матчей во всех турнирах (19 — «на ноль»), пропустив 32 мяча. Летом 2007 года стал игроком «Монцы» из Серии C, а летом 2008 года перешёл в «Пергокрему», за которую отыграл два сезона, после чего завершил карьеру.

## Тренерская карьера
В июле 2010 года, после завершения карьеры, он занял должность тренера вратарей в штабе Фабио Вивиани в «Портогруаро». 29 ноября 2010 года он был уволен вместе с остальными членами штаба Вивиани. 17 июля 2011 года стал тренером вратарей в «Монце». 9 июля 2014 года он подписал контракт с «Альбинолеффе», заняв должность тренера вратарей основной команды. С сезона 2015/16 по сезон 2017/18 он тренировал вратарей в молодёжной команде «Интернационале». С лета 2019 года по май 2020 года был тренером вратарей в «Зюйдтироле».
14 мая 2020 года вошёл в тренерский штаб Деяна Станковича в «Црвене звезде», заняв должность тренера вратарей. 26 августа 2022 года вместе со Станковичем покинул клуб. 6 октября 2022 года стал тренером вратарей в штабе Станковича в «Сампдории». 4 сентября 2023 года Станкович возглавил «Ференцварош», а Бривио вошёл в его штаб. 16 мая 2024 года московский «Спартак» объявил о назначении Станковича главным тренером с сезона 2024/25, а Бривио вошёл в его тренерский штаб, став тренером вратарей.

## Достижения
«Палаццоло»
- Победитель Серии C2: 1990/91

«Виченца»
- Обладатель Кубка Италии: 1996/97[англ.]
- Победитель Серии B: 1999/2000